# Я научу тебя
Я научу тебя (укр. Я навчу тебе) — пісня білоруської групи Галасы ЗМеста, яка була обрана телекомпанією БТРК для участі Білорусі на конкурсі пісні «Євробачення 2021» в Роттердамі, Нідерланди. Згодом, пісня була відхилена організаторами конкурсу через вміст, на їхню думку носить політичний характер. Музичне відео також було знято з офіційного каналу Євробачення на Youtube.

## Євробачення
9 березня 2021 року білоруська телекомпанія БТРК підтвердила, що Галасы ЗМеста представлятимуть Білорусь на конкурсі 2021 року зі піснею «Я навчу тебе». Білорусь повинна була виступати в першій половині першого півфіналу конкурсу. Також ходили чутки, що спочатку планували повторно відправити на конкурс представників скасованого Євробачення 2020 року — групу VAL, але державна телерадіокомпанія БГТРК у вересні 2020 року заявила, що вони відмовляться повторно відправити VAL через те, що вони підтримували білоруські протести, стверджуючи, що у дуету «немає совісті».
Через два дні після анонсу пісні ЄМС опублікував заяву, в якій стверджувалося, що через політичний характер пісня не відповідає правилам конкурсу. Згодом білоруській телекомпанії буде надана можливість повторно подати змінену версію пісні, або вибрати іншу. Якщо Білорусь відмовиться від обох альтернатив, то буде дискваліфікована.
Була запропонована друга пісня під назвою «Песня про зайцев», яка, в свою чергу, була відхилена Європейською мовною спілкою (ЄМС), тим самим позбавивши Білорусь участі в конкурсі 2021 року. ЄМС опублікував заяву, в якій йшлося:
Був зроблений висновок про те, що нова пісня також порушує правила конкурсу, які гарантують, що конкурс не буде використаний і не завдасть шкоди репутації. Оскільки БТРК не зміг подати заявку протягом продовженого терміну, на жаль, Білорусь не братиме участі в 65-му пісенному конкурсі "Євробачення" у травні.Оригінальний текст (англ.)
It was concluded that the new submission was also in breach of the rules of the competition that ensure the Contest is not instrumentalized or brought into disrepute. As BTRC have failed to submit an eligible entry within the extended deadline, regrettably, Belarus will not be participating in the 65th Eurovision Song Contest in May.

## Критика
«Я научу тебя» викликала різко негативну реакцію у шанувальників Євробачення. Багато глядачів облаяли пісню за наявність політичного підтексту, за старомодний стиль пісні, нехарактерний для нинішнього часу, і також обурилися вибором учасника без проведення відповідного Національного відбору, незважаючи на те, що в січні 2021 року було організовано прийом заявок.
В інтерв'ю АТН лідер групи Дмитро Бутаков повідомив, що пісня за змістом відображає справжні загальносвітові тенденції: засилля надспоживання, щоб ніхто не ліз в політику, що людям навіюється, що вони повинні сидіти вдома, а їм пояснять, як потрібно себе вести, які слова вживати і т. д. В інтерв'ю телеканалу «Настоящее время» Бутаков сказав, що в тексті пісні він «взагалі не говорив про політику», і це «очевидно для будь-якої людини, яка читати вміє або хоча б дає собі працю замислюватися над словами».
Музикант Олексій Стрєльцов, продюсер співачки KAZNA, однієї із заявлених музикантів для нереалізованого Національного відбору, на своєму Інстаграм-каналами виклав відеоролик, тривалістю в одну годину, де негативно відгукувався про якість даної пісні. Також Стрєльцов зізнався, що він періодично робив дзвінки на адресу Белтелерадіокомпанії з приводу ступеня підготовки відбору, але не отримував прямої відповіді.
Протягом декількох годин після його випуску на сайті Change.org була створена петиція з вимогою дискваліфікувати Білорусь з «Євробачення-2021» через текст пісні, який був витлумачений як святкування «політичного гноблення і рабства». За дванадцять годин він зібрав понад тисячу підписів. Пізніше в той же день Швеція відкликала місце Білорусі в журі на Melodifestivalen 2021, а Велика Британія виступила в якості заміни.
В червні 2022 року керівник Білоруської державної телерадіокомпанії Ігор Ейсмонт визнав, що ця пісня була присвячена Європейському Союзу.